# 1,1-二丁氧基乙烷
1,1-二丁氧基乙烷（英語：1,1-Dibutoxyethane）是一种有机化合物，化学式C10H22O2，可见于石香薷等物种。它在对甲苯磺酸催化下热解，可以得到丁醇和乙烯基丁基醚。